# Zápas na Letních olympijských hrách 1964
Zápas na letních olympijských hrách 1964 svedl do bojů o medaile 275 zápasníků ze 42 zemí. Ti se utkali o 16 sad medailí v osmi váhových kategoriích ve volném stylu a v osmi v řecko-římském.

## Medailisté

### Volný styl
| Kategorie                | Zlato                                    | Stříbro                                     | Bronz                                       |
| ------------------------ | ---------------------------------------- | ------------------------------------------- | ------------------------------------------- |
| Muší váha (52 kg)        | Jošikacu Jošida · Japonsko (JPN)         | Chang Chang-Sun · Jižní Korea (KOR)         | Ali Akbar Heidari · Írán (IRI)              |
| Bantamová váha (57 kg)   | Jodžiro Uetake · Japonsko (JPN)          | Hüseyin Akbas · Turecko (TUR)               | Ajdin Ibragimov · Sovětský svaz (URS)       |
| Pérová váha (63 kg)      | Osamu Watanabe · Japonsko (JPN)          | Stančo Kolev · Bulharsko (BUL)              | Nodar Chochašvili · Sovětský svaz (URS)     |
| Lehká váha (70 kg)       | Enju Valčev · Bulharsko (BUL)            | Klaus Rost · Tým sjednoceného Německa (EUA) | Iwao Horiuči · Japonsko (JPN)               |
| Velterová váha (78 kg)   | İsmail Ogan · Turecko (TUR)              | Guliko Sagaradze · Sovětský svaz (URS)      | Mohammad Ali Sanatkaran · Írán (IRI)        |
| Střední váha (87 kg)     | Prodan Gardžev · Bulharsko (BUL)         | Hasan Güngör · Turecko (TUR)                | Daniel Brand · Spojené státy americké (USA) |
| Lehká těžká váha (97 kg) | Alexandr Medveď · Sovětský svaz (URS)    | Ahmet Ayık · Turecko (TUR)                  | Said Mustafov · Bulharsko (BUL)             |
| Těžká váha (+97 kg)      | Alexandr Ivanickij · Sovětský svaz (URS) | Ljutvi Achmedov · Bulharsko (BUL)           | Hamit Kaplan · Turecko (TUR)                |

### Řecko-římský zápas
| Kategorie                | Zlato                                  | Stříbro                                    | Bronz                                              |
| ------------------------ | -------------------------------------- | ------------------------------------------ | -------------------------------------------------- |
| Muší váha (52 kg)        | Cutomu Hanahara · Japonsko (JPN)       | Angel Kerezov · Bulharsko (BUL)            | Dumitru Pârvulescu · Rumunsko (ROU)                |
| Bantamová váha (57 kg)   | Masamitsu Ičiguči · Japonsko (JPN)     | Vladlen Trostjanskij · Sovětský svaz (URS) | Ion Cernea · Rumunsko (ROU)                        |
| Pérová váha (63 kg)      | Imre Polyák · Maďarsko (HUN)           | Roman Rurua · Sovětský svaz (URS)          | Branislav Martinovic · Jugoslávie (YUG)            |
| Lehká váha (70 kg)       | Kazım Ayvaz · Turecko (TUR)            | Valeriu Bularca · Rumunsko (ROU)           | Davit Gvanceladze · Sovětský svaz (URS)            |
| Velterová váha (78 kg)   | Anatolij Kolesov · Sovětský svaz (URS) | Kiril Petkov · Bulharsko (BUL)             | Bertil Nyström · Švédsko (SWE)                     |
| Střední váha (87 kg)     | Branislav Simić · Jugoslávie (YUG)     | Jiří Kormaník · Československo (TCH)       | Lothar Metz · Tým sjednoceného Německa (EUA)       |
| Lehká těžká váha (97 kg) | Bojan Radev · Bulharsko (BUL)          | Per Svensson · Švédsko (SWE)               | Heinz Kiehl · Tým sjednoceného Německa (EUA)       |
| Těžká váha (+97 kg)      | István Kozma · Maďarsko (HUN)          | Anatolij Roščin · Sovětský svaz (URS)      | Wilfried Dietrich · Tým sjednoceného Německa (EUA) |

## Přehled medailí
| Pořadí | Země                           | Zlato | Stříbro | Bronz | Celkově |
| ------ | ------------------------------ | ----- | ------- | ----- | ------- |
| 1      | Japonsko (JPN)                 | 5     | 0       | 1     | 6       |
| 2      | Sovětský svaz (URS)            | 3     | 4       | 3     | 10      |
| 3      | Bulharsko (BUL)                | 3     | 4       | 1     | 8       |
| 4      | Turecko (TUR)                  | 2     | 3       | 1     | 6       |
| 5      | Maďarsko (HUN)                 | 2     | 0       | 0     | 2       |
| 6      | Jugoslávie (YUG)               | 1     | 0       | 1     | 2       |
| 8      | Tým sjednoceného Německa (EUA) | 0     | 1       | 3     | 4       |
| 7      | Rumunsko (ROU)                 | 0     | 1       | 2     | 3       |
| 8      | Švédsko (SWE)                  | 0     | 1       | 1     | 2       |
| 9      | Československo (TCH)           | 0     | 1       | 0     | 1       |
| 9      | Jižní Korea (KOR)              | 0     | 1       | 0     | 1       |
| 10     | Írán (IRI)                     | 0     | 0       | 2     | 2       |
| 11     | Spojené státy americké (USA)   | 0     | 0       | 1     | 1       |
| Celkem | Celkem                         | 16    | 16      | 16    | 48      |